# Cormocephalus oligoporus
Cormocephalus oligoporus är en mångfotingart som beskrevs av Kraepelin 1903. Cormocephalus oligoporus ingår i släktet Cormocephalus och familjen Scolopendridae.
Artens utbredningsområde är:
- Botswana.
- Namibia.
- Zimbabwe.

Inga underarter finns listade i Catalogue of Life.